# سلسله گیچکی
یکی از خاندان های مهم اشرافی بلوچ در مکران به مرکزیت کیچ بودند که از قرن ۱۷ تا ۱۹ میلادی مدت ۲ قرن حکومت مکران را در اختیار داشتند. آنها به علت سکونت در وادی گیچک واقع در مکران به نام گیچکی مشهور شدند. اوج گسترش مذهب ذکری در مکران به روزگار امرای گیچکی بود که تماما بر خود لقب شی و نواب داشتند.
طی اختلافات سیاسی و مذهبی بین حاکم وقت مکران ملک میرزا ثانی از خاندان ملوک مکران و شی بوسعید رهبر و مرشد فرقه ذگری از خاندان بلیدیی،سران خاندان گیچکی فرصت را مناسب دیدند تا انتقام پدران خود را که کمی پیشتر بدست ملک میرزا ثانی کشته شده بودند از خاندان حاکم بگیرند.به این ترتیب آنها به صورت پنهانی با شی بوسعید وارد اتحاد شده و با یکدیگر عهد کردند در صورت غلبه بر ملک میرزا ثانی حکومت مکران سهم بلیدیی ها شود و تنها اراضی متعددی را برای گذران زندگی به گیچکی ها اختصاص دهند.متاسفانه پس از شکست ملک میرزا ثانی و آغاز حکمرانی شی بوسعید بلیدیی بر مکران بین سران گیچکی و حاکم وقت به علت نارضایتی از اراضی اعطا شده به آنها نفاقی برخاست که اقتدار تازه شکل گرفته گیچکی ها را درهم شکست.  سردار جلب گیچکی برادر زاده میر الله داد در این نبرد بدست بلیدیی ها کشته شد و بار دیگر خاندان گیچکی با حکومت مکران به مشکل برخورد.آنها به علت رشد جمعیت خویش و اتحاد با خوانین احمدزایی حاکم بر بلوچستان توانستند به زودی علیه بلیدیی ها به بهانه جهاد علیه ذگری ها لشکرکشی کنند.نهایتا گیچکی ها در تاریخ ۱۷۴۰ میلادی با فرماندهی ملک دینار یکم خود دست به قیام زدند و در نبردی که بین ملک دینار گیچکی و شی بلار بلیدیی رخ داد آنها بر شی بلال معروف به بلار پیروز شده و حکومت مکران را با تصرف قلعه میری کیچ به دست گرفتند.

## فرمانروایان
1. ملک دینار یکم
2. شه عمر یکم ، بار اول
3. امیر الله داد
4. امیر عیسی کلان
5. امیر گاجیان
6. امیر کرم شه
7. شه عمر یکم ، بار دوم
8. شه شکرالله
9. شه عمر یکم ، بار سوم
10. شه محمد خان
11. امیر بائی خان یکم (نواب بهائی خان)
12. شه قاسم یکم
13. امیر بائی خان دوم (نواب بهائی خان)
14. شه عمر دوم
15. شه قاسم دوم
16. امیر شهداد خان
17. شه محراب خان (امیر نواب محراب خان)
18. امیر نواب سر بائی خان سوم ملقب به نواب بهائی خان گیچکی [۷]